# Кръстан Дянков (награда)
Годишната награда „Кръстан Дянков“ за превод на съвременен англоезичен роман е учредена през 2007 г. от фондация „Елизабет Костова“ и се връчва ежегодно през ноември, месеца, в който е роден преводачът Кръстан Дянков, на когото е посветена.

## Регламент
Наградата се дава за превод от английски на български език на съвременен роман с висока литературна стойност. Оригиналното издание трябва да е публикувано на английски език след 1980 г., а преводът на български език между 1 януари на предходната година и 23 септември на годината, в която се връчва наградата.
Журито се определя от средите на изявени преводачи от английски език.
Наградата включва диплом и премия, която в началото е в размер 2000 щатски долара, а след това – 3000 лева. От 2009 г. насам фондацията предоставя и една поощрителна награда в размер на 1500 лева.
В процеса на номиниране могат да участват издатели, литературни критици, редактори, преводачи и институции, специализирани в практикуването или оценяването на художествен превод (преводачески и писателски съюзи, университетски катедри и др.). Всеки номиниращ има право на не повече от 3 номинации. Номиниран преводач може да бъде всеки, чийто превод отговаря на изискванията на наградата, независимо от гражданството на кандидата. Един и същи преводач може да бъде номиниран за повече от един превод. Издателството на номинираните преводи осигурява 3 броя от книгите на български език и поне 1 брой от оригиналното заглавие на английски език.

## Журита, номинирани и лауреати по години
| №  | Година | Жури                                                             | Номинирани | Лауреати |
| -- | ------ | ---------------------------------------------------------------- | --- | --- |
| 1  | 2007   | - Ваня Томова, - Йордан Костурков, - Огняна Иванова.             | - Иглика Василева, - Иван Атанасов, - Любомир Николов – Нарви, - Тодор Кенов, - Надежда Радулова, - Димитрина Равалиева, - Зорница Христова. | - Любомир Николов – Нарви за превода му на романа „Ловецът на хвърчила“ на Халед Хосейни („Обсидиан“). |
| 2  | 2008   | - Александър Шурбанов, - Ваня Томова, - Стефан Тафров.           | - Ангел Игов за „Книга на илюзиите“ на Пол Остър („Колибри“), - Елика Рафи за „Американски пасторал“ на Филип Рот („Колибри“), - Иглика Василева за „Морето“ на Джон Банвил („Алтера“), - Йордан Костурков за „Месията от Стокхолм“ на Синтия Озик („Панорама“), - Невена Дишлиева-Кръстева за „За красотата“ на Зейди Смит („Прозорец“), - Магдалена Куцарова-Леви за „Бонбонените обувки“ на Джоан Харис („Прозорец“), - Павел Главусанов за „Креватните тайни на майсторите готвачи“ на Ървин Уелш („Колибри“), - Петя Петкова за „Пътят на светлината“ на Киран Десаи („Прозорец“). | - Голяма награда: Иглика Василева за превода ѝ на романа „Морето“ на Джон Банвил („Алтера“), - Специална награда: Йордан Костурков за превода му на романа „Месията от Стокхолм“ на Синтия Озик („Панорама“).                                                                                      |
| 3  | 2009   | - Аглика Маркова, - Миглена Николчина, - Стефан Тафров.          | - Александър Маринов – Санчо за „Битниците“ на Тоби Лит („Рива“), - Ангел Игов за „Изкупление“ на Иън Макюън („Колибри“), - Зорница Христова за „Бял Шум“ на Дон ДеЛило („Алтера“), - Марин Загорчев за „Замък в гората“ на Норман Мейлър („Фама“), - Милен Русков за „Пари“ на Мартин Еймис („Фама“), - Милен Русков за „Играта на Де Ниро“ на Рауи Хадж („Жанет 45“), - Надежда Радулова за „Фирмин: Приключенията на един беден градски плъх“ на Сам Савидж („Жанет 45“), - Надежда Радулова за „Човешкото петно“ на Филип Рот („Алтера“). | - Голяма награда: Надежда Радулова за превода ѝ на романите „Фирмин: Приключенията на един беден градски плъх“ на Сам Савидж и „Човешкото петно“ от Филип Рот, - Специална награда: Милен Русков за превода му на романите „Пари“ от Мартин Еймис и „Играта на Де Ниро“ от Рауи Хадж.              |
| 4  | 2010   | - Миглена Николчина, - Милен Русков, - Надежда Радулова.         | - Вергил Немчев за „След багера“ на Джак Харт („Алтера“), - Маргарита Дограмаджян за „Белият тигър“ на Аравинд Адига („Жанет 45“), - Милена Попова за „Мидълсекс“ на Джефри Юдженидис („Жанет 45“), - Правда Митева за „Морякът в гардероба“ на Хюго Хамилтън („Арка“), - Светлана Комогорова-Комата за „Шантарам“ на Грегъри Дейвид Робъртс („Оргон“), - Цвета Цанева за „Цветът на водата“ на Джеймс Макбрайд („Стигмати“). | - Голяма награда: Маргарита Дограмаджян за превода ѝ на романа „Белият тигър“ на Аравинд Адига, - Специална награда: Светлана Комогорова - Комата за превода ѝ на романа „Шантарам“ на Грегъри Дейвид Робъртс.                                                                                     |
| 5  | 2011   | - Бойко Пенчев, - Жени Божилова, - Весела Кацарова.              | - Деян Кючуков за „Въпросът на Финклер“ от Хауърд Джейкъбсън („Сиела“), - Невена Дишлиева-Кръстева за „Токио: отменен“ от Рана Дасгупта („Жанет 45“), - Невена Дишлиева-Кръстева и Владимир Молев за „Избраните творби на Т. В. Спивет“ от Рийф Ларсън („Милениум“), - Иглика Василева за „Дневник на една лоша година“ от Дж. М. Кутси („Жанет 45“) и „Хомър и Лангли“ от Е. Л. Доктороу („Алтера“), - Петя Петкова за „Децата на Апокалипсиса“ от Индра Синха („Прозорец“). | - Голяма награда: Иглика Василева за превода ѝ на две книги – „Дневник на една лоша година“ от Дж. М. Кутси („Жанет 45“) и на „Хомър и Лангли“ от Е. Л. Доктороу („Алтера“), - Специална награда: Аглика Маркова за превода ѝ на „Животът според Любка“ на Лори Греъм („Жанет 45“).                |
| 6  | 2012   | - Евгения Панчева, - Весела Кацарова, - Биляна Курташева.        | - Владимир Молев за „Флорънс и Джайлс“ на Джон Хардинг (Колибри“), - Жени Колева за „Нека големият свят се върти“ на Колъм Маккан (Жанет 45“), - Невена Дишлиева-Кръстева за „Неохотният фундаменталист“ на Мохсин Хамид (Жанет 45“), - Анна Орешкова за „Измамен чар“ от Елизабет Франк („Сиела“), - Здравка Славянова за „Американски дервиш“ на Аяд Актар (Обсидиан“), - Ралица Кариева за „Стая“ на Ема Донахю (Милениум“), - Любомир Николов за „Предчувствие за край“ на Джулиан Барнс („Обсидиан“). | - Голяма награда: Анна Орешкова за превода ѝ на романа „Измамен чар“ от Елизабет Франк („Сиела“), - Специална награда: Любомир Николов – Нарви за превода му на романа „Предчувствие за край“ на Джулиан Барнс („Обсидиан“).                                                                       |
| 7  | 2013   | - Евгения Панчева, - Мария Пипева, - Биляна Курташева.           | - Весела Еленкова за „Хилядите на есени на Якоб де Зут“ на Дейвид Мичъл („Прозорец“), - Владимир Молев за „Краткият чуден живот на Оскар Уао“ от Джуно Диас („Жанет 45“), „Свобода“ и „Поправките“ от Джонатан Франзен („Колибри“), - Невена Дишлиева–Кръстева за „Творците на памет“ на Джефри Мур („Жанет 45“). | - Голяма награда: Владимир Молев за превода му на романите „Краткият чуден живот на Оскар Уао“ от Джуно Диас („Жанет 45“), „Свобода“ и „Поправките“ от Джонатан Франзен („Колибри“), - Специална награда: Невена Дишлиева–Кръстева за превода ѝ на „Творците на памет“ на Джефри Мур („Жанет 45“). |
| 8  | 2014   | - Иглика Василева, - Владимир Трендафилов, - Мария Пипева.       | - Ангел Игов за превода на „Думата на обвиняемия“ от Джон Банвил („Алтера“), - Ангелин Мичев за превода на „Изцелението на Шопенхауер“ от Ървин Ялом („Хермес“), - Владимир Молев за превода на „Кажи на вълците, че съм си у дома“ от Карол Рифка Брънт („Милениум“), - Елена Павлова за превода на „Слепоглед“ от Питър Уотс („Изток-Запад“), - Милена Попова за превода на „Лято без мъже“ от Сири Хуствет („Колибри“), - Надежда Розова за превода на „Създания от време“ от Рут Озеки („Милениум“), - Светлозара Лесева за превода на „В сянката на свещеното дърво“ от Вадей Ратнър („Хермес“). | - Голяма награда: Светлозара Лесева за превода ѝ на „В сянката на свещеното дърво“ от Вадей Ратнър („Хермес“), - Специална награда: Надежда Розова за превода ѝ на „Създания от време“ от Рут Озеки („Милениум“).                                                                                  |
| 9  | 2015   | - Амелия Личева, - Витана Костадинова, - Владимир Трендафилов.   | - Ангел Игов за превода на „Умни деца“ от Анджела Картър („Алтера“), - Бистра Андреева за превода на „Английски за гълъби“ от Стивън Келман („Жанет 45“), - Богдан Русев за превода на „Където луната я няма“ от Нейтън Файлър („Обсидиан“), - Димана Илиева за превода на „Обладаване“ от А. С. Байът („Агата А“), - Иглика Василева за превода на „Недосегаемият“ от Джон Банвил („Колибри“), - Калоян Игнатовски за превода на „Буда от предградията“ от Ханиф Курейши („Прозорец“), - Надежда Розова за превода на „Книгата на Лила“ от Алис Албиния („Жанет 45“), - Невена Дишлиева-Кръстева за превода на „NW“ от Зейди Смит („Жанет 45“), - Петя Петкова за превода на „Изгладнелият път“ от Бен Окри („Прозорец“), - Пламен Кирилов за превода на „Светлината, която не виждаме“ от Антъни Доер („Сиела“). | - Голяма награда: Иглика Василева за превода ѝ на „Недосегаемият“ от Джон Банвил („Колибри“), - Специална награда: Бистра Андреева за превода ѝ на „Английски за гълъби“ от Стивън Келман („Жанет 45“).                                                                                            |
| 10 | 2016   | - Александра Главанакова, - Амелия Личева, - Зелма Каталан.      | - Александър Маринов за превода на „Аз, Ърл и умиращото момиче“ от Джеси Андрюс („Прозорец“), - Ана Пипева за превода на „Кръгът“ от Дейв Егърс („Жанет 45“), - Ангел Игов за превода на „Колекционерът на изгубени неща“ от Джеръми Пейдж („Smart Books“), - Елка Виденова за превода на „И тогава стигнахме края“ от Джошуа Ферис („Жанет 45“), - Маргарита Дограмаджян за превода на „Котешката маса“ от Майкъл Ондатджи („Лъчезар Минчев“), - Надежда Радулова за превода на „Каквото ти принадлежи“ от Гарт Грийнуел („Блек Фламинго Пъблишинг“), - Светлана Комогорова-Комата за превода на „Галвестън“ от Ник Пизолато („Оргон“). | - Голяма награда: Ангел Игов за превода му на „Колекционерът на изгубени неща“ от Джеръми Пейдж („Smart Books“), - Специална награда: Маргарита Дограмаджян за превода ѝ на „Котешката маса“ от Майкъл Ондатджи („Лъчезар Минчев“).                                                                |
| 11 | 2017   | - Александра Главанакова, - Амелия Личева, - Ваня Томова.        | - Василена Мирчева за превода на „Телекс от Куба“ от Рейчъл Къшнър („Жанет 45“), - Милена Попова за превода на „Пламтящият свят“ от Сири Хуствет („Колибри“), - Надежда Розова за превода на „Сърце на вятъра“ от Донал Райън („Колибри“), - Радосвета Гетова за превода на „Законът за детето“ от Иън Макюън („Колибри“), - Стефан Русинов за превода на „Къщата на улица Манго“ от Сандра Сиснерос („Лист“). | - Голяма награда: Радосвета Гетова за превода ѝ на романа „Законът за детето“ от Иън Макюън („Колибри“), - Специална награда: Милена Попова за превода ѝ на романа „Пламтящият свят“ от Сири Хуствет („Колибри“).                                                                                  |
| 12 | 2018   |                                                                  | - Ангел Игов за превода на „Подземната железница“ от Колсън Уайтхед („Лист“), - Венцислав Венков за превода на „Шпионско наследство“ от Джон льо Каре („Колибри“), - Владимир Молев за превода на „Художник на променливия свят“ от Казуо Ишигуро („Лабиринт“), - Владимир Полеганов за превода на „На ръба на света“ от Томас Пинчън („Колибри“), - Иглика Василева за превода на „4321“ от Пол Остър („Колибри“), - Петя Петкова за превода на „Ето ме“ от Джонатан Сафран Фоер („Лист“). | - Голяма награда: Петя Петкова за превода ѝ на „Ето ме“ от Джонатан Сафран Фоер („Лист“), - Специална награда: Ангел Игов за превода му на романа „Подземната железница“ от Колсън Уайтхед („Лист“).                                                                                               |
| 13 | 2019   | - Ани Бурова, - Бойко Пенчев, - Мария Пипева.                    | - Боряна Даракчиева за превода на „Онзи в мен“ от Сам Шепърд („Лист“), - Бистра Андреева за превода на „Отивам си е възвратен глагол“ от Тайе Селаси („Жанет 45“), - Герасим Славов за превода на „Гладният прилив“ от Амитав Гхош („Жанет 45“), - Зорница Христова за превода на „Кладата на суетата“ от Том Улф („Лист“), - Стефан Аврамов за превода на „Лунно сияние“ от Майкъл Шейбон („Еднорог“). | - Голяма награда: Зорница Христова за превода ѝ на „Кладата на суетата“ от Том Улф („Лист“). |
| 15 | 2022   | - Зелма Каталан, - Олга Николова, - Владимир Молев.              | - Стела Джелепова за превода на „Актриса“ от Ан Енрайт („Лист“), - Владимир Полеганов за превода на „Екс-САЩ“ от Рийд Кинг („Колибри“), - Стефан Аврамов за превода на „Парижанина“ от Изабела Хамад („Кръг“), - Иглика Василева за превода на „Синята китара“ от Джон Банвил („Лист“), - Петя Петкова за превода на „Утопия авеню“ от Дейвид Мичъл („Сиела“), - Ана Пипева за превода на „Шедьовър покъртителен на гений изумителен“ от Дейв Егърс („Жанет 45“). | - Голяма награда: Владимир Полеганов за превода му на „Екс-САЩ“ от Рийд Кинг („Колибри“). |
| 16 | 2023   | - Александра Главанакова, - Олга Николова, - Владимир Полеганов. | - Майре Буюклиева за превода на „Съпричастният“ от Виет Тан Нгуен („Кръг“), - Петя Петкова за превода на „Стълба към небето“ от Джон Бойн („Лабиринт“), - Петя Петкова за превода на „Седемте луни на Мали Алмейда“ от Шехан Карунатилака („Лабиринт“), - Богдан Русев за превода на „Вавилон: Тайна история“ от Ребека Ф. Куанг („Orange Books“). | - Голяма награда: Богдан Русев за превода му на „Вавилон: Тайна история“ от Ребека Ф. Куанг („Orange Books“). - Специална награда: Майре Бюуклиева по превода ѝ на „Съпричастният“ от Виет Тан Нгуен („Кръг“).                                                                                     |
| 17 | 2024   | - Богдан Русев, - Владимир Полеганов, - Мария Пипева.            | - Владимир Молев за превода на „Кръстопътища“ от Джонатан Франзен („Сиела“), - Елка Виденова за превода на „Нощен ферибот за Танжер“ от Кевин Бари („ICU“), - Емилия Ничева-Карастойчева за превода на „Не казвайте, че нямаме нищо“ от Маделин Тиен („Жанет 45“), - Иглика Василева за превода на „Майсторът от Петербург“ от Дж. М. Кутси („Алтера“). | - Голяма награда: Елка Виденова за превода ѝ на „Нощен ферибот за Танжер“ от Кевин Бари („ICU“). - Специална награда: Любомир Николов – Нарви за цялостен принос (посмъртно). |